# Martin Gusinde
Martin Gusinde, född 29 oktober 1886, död 18 oktober 1969, var en tysk etnograf.
Gusinde verkade som missionär i Sydamerika, där han även var museiföreståndare och professor i Santiago de Chile. Gusinde har studerat araukaner och senare även nordamerikanska indianer men är främst känd för sina forskningar bland Selk'nam, bland vilka han vistades 1918-24 och vilka han skildrat i Die Feuerland-Indianer (1931-).